# Livro de Ester

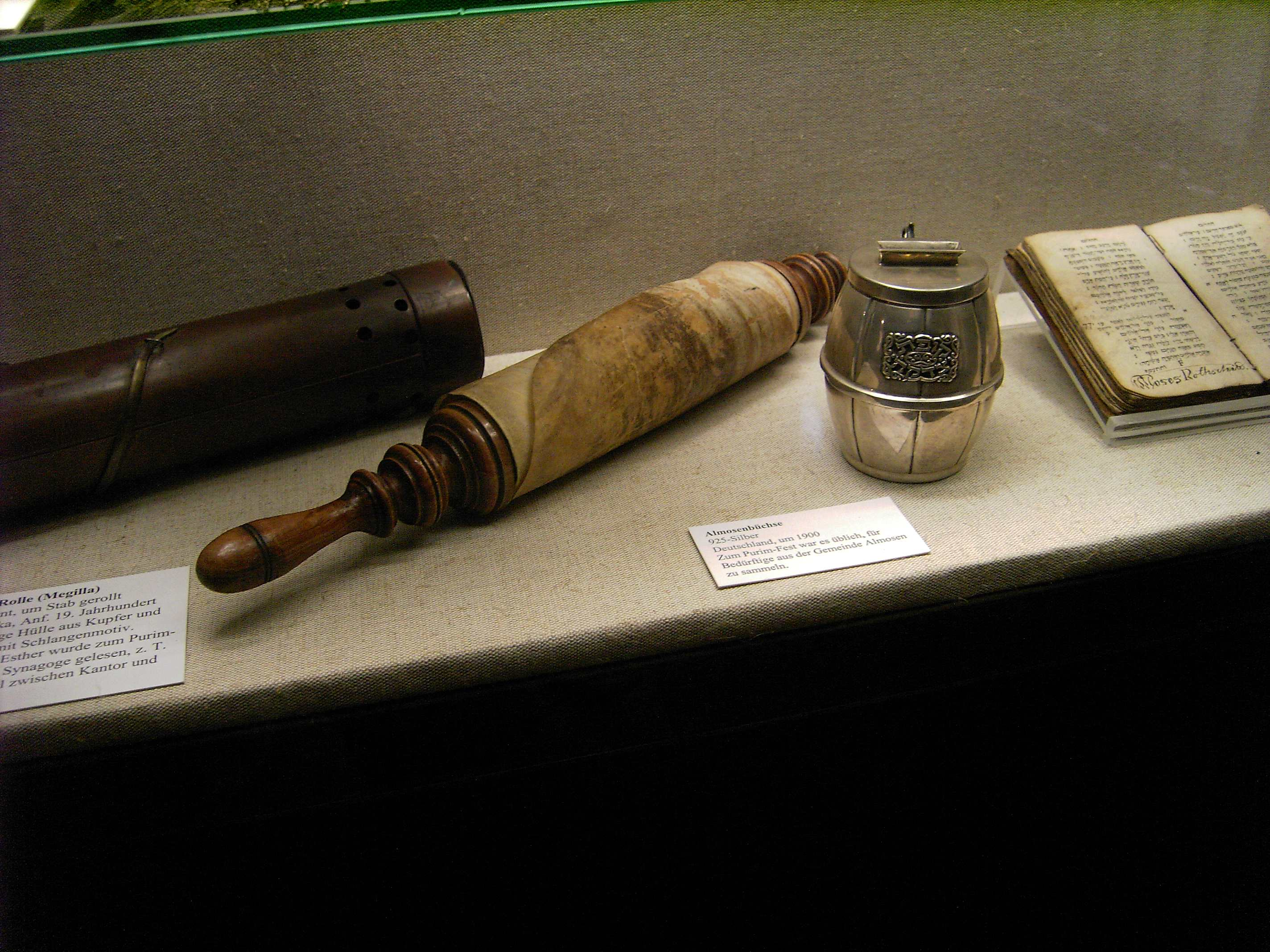
Rolo de Ester no Museu Judaico em Göttingen, Alemanha.

O Livro de Ester (em hebraico:  אֶסְתֵּר) é um dos livros históricos do Antigo Testamento da Bíblia, vem depois do Livro de Neemias e  antes do Primeiro Livro dos Macabeus nas Bíblias católicas ou antes do Livro de Jó, nas Bíblias protestantes. Possui 10 capítulos (ou 16 na Vulgata que reuniu as adições ao texto em hebraico encontrados na Septuaginta em seis capítulos ao final).
Conta como Ester, uma jovem judia que estava entre os deportados, tornou-se imperatriz da Pérsia, ao se casar com o imperador Assuero (geralmente identificado com Xerxes I), e como seu primo e tutor Mordecai descobriu um complô contra a vida do rei; como o grão-vizir Hamã procurou liquidar os judeus; como Ester interveio, arriscando a própria vida; como o príncipe Hamã foi enforcado e os judeus autorizados a fazer um contra-pogrom, cujo aniversário celebram com a festa do Purim).
O título deriva do nome de seu principal personagem. Os judeus o chamam de Meghil-láth És-tér, ou simplesmente de o Meghil-láh, que significa "rolo", "rolo escrito", porque constitui para eles um rolo muito estimado, parte da seção dos "Escritos" (Ketuvim) da Bíblia hebraica. É um dos cinco megillot e é lido no feriado judaico do Purim. A celebração deste feriado é uma forte evidência da autenticidade do livro. Diz-se que uma inscrição cuneiforme, evidentemente de Borsipa, menciona um oficial persa de nome Mardukâ (Mordecai?), que estava em Susã no fim do reinado de Dario I ou no começo do reinado de Xerxes I.
O Livro de Ester está de pleno acordo com o restante das Escrituras e complementa os relatos de Esdras e de Neemias, contando o que aconteceu com o exilado povo de Deus na Pérsia.

## Autoria e data

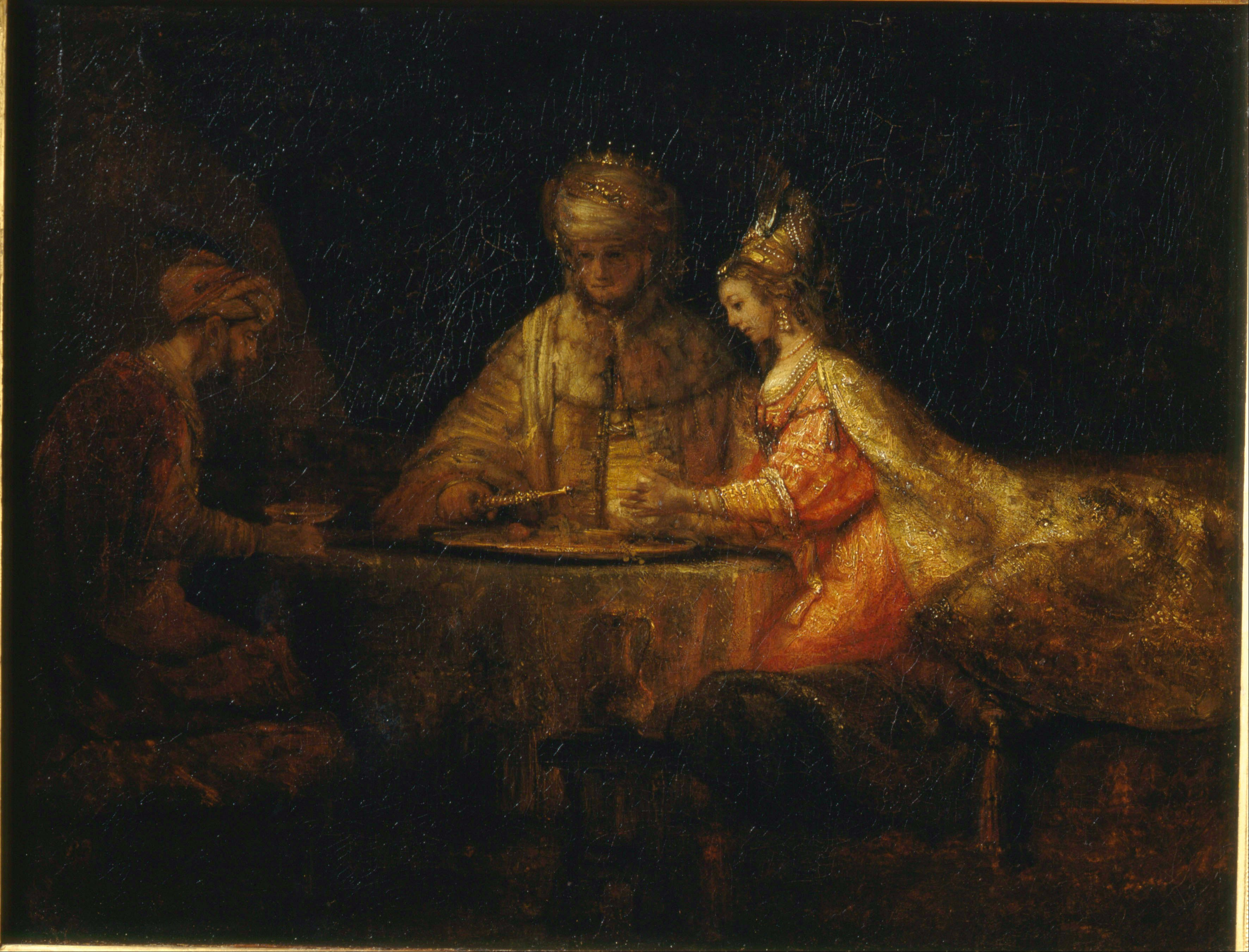
"Assuero, Hamã e o banquete de Ester".
1660. Por Rembrandt, no Museu Pushkin, em Moscou.

O autor do Livro de Ester é desconhecido. Pelas pistas deixadas no livro, podemos deduzir que se trata de um judeu persa, possivelmente residente na cidade de Susã. Também se lê neste livro o seu nacionalismo intenso e preocupação com a festa do Purim, acredita-se que seja Mordecai.
Mordecai, testemunha ocular e um dos principais personagens do relato, foi, mui provavelmente, o escritor do livro; o relato íntimo e pormenorizado indica que o escritor deve ter vivenciado esses eventos no palácio de Susã. Embora não seja mencionado em nenhum outro livro da Bíblia, não há dúvida de que Mordecai foi personagem real da história.
Os estudiosos situam a composição deste livro algures entre os séculos IV e I a.C. A maioria dos teólogos prefere uma data no final do século V ou no século IV devido a determinadas características da linguagem utilizada e à atitude favorável em relação ao rei persa, as adições em grego (consideradas deuterocanônicas) surgiram em meados do século II a.C..
Por outro lado, a Tradução Ecumênica da Bíblia sustenta que a versão em hebraico foi escrita no final do século II a.C., por um autor que vivia na Mesopotâmia, e que haveria adições já no texto em hebraico.(Ester 9:20-Ester 10:3)

## Objetivo do livro
O objetivo central do Livro de Ester é justificar a observância da festa do Purim. Isto era muito importante já que se trata de uma festividade que não fazia parte das ordenanças mosaicas (do Pentateuco, livros de Moisés). Conta a história de como, pela Providência, o povo foi salvo dos intentos destrutivos dos seus inimigos.
O Purim é uma festa anual judaica e o seu nome deriva de Pur. A festa enquadra-se dentro do conjunto de práticas judaicas de jejum e lamentação. É celebrada nos 14º e 15º dias do mês de Adar (geralmente em março).
A Edição Pastoral da Bíblia sustenta que não se trata de uma narrativa histórica propriamente dita, sendo uma espécie de conto que analisa a situação da comunidade judaica espalhada entre as nações estrangeiras. A Tradução Ecumênica da Bíblia sustenta que a rainha da época se chamava Améstris e que nunca houve o anti-pogrom narrado no livro. A Bíblia de Jerusalém sustenta o decreto de extermínio dos judeus não seria compatível com a política tolerante do Império Aquemênida, e que seria ainda menos verossímil a autorização para o massacre de seus próprios súditos e que setenta e cinco mil persas tenham se deixado matar sem resistência, além disso, se Mordecai fora deportado no tempo de Nabucodonosor II (Ester 2:6), teriam mais o menos 150 anos no reinado de Assuero (Xerxes I), e também que Xerxes seria casado com Améstris.
O livro reflete um contexto histórico em que era necessário criar condições de sobrevivência e espaços no sistema vigente, já que as circunstâncias históricas não permitiam transformações mais profundas. Neste livro, não se pensa em tomar, mas apenas influenciar o poder, desmascarando o abuso dos privilegiados, reformulando em favor do povo a legislação, e valorizando as celebrações populares.
Ester nos ajuda a pensar numa política que une transformações locais e nacionalistas a uma política global e mundial, na qual a luta pela justiça ganhe espaços e os oprimidos da terra recuperem a esperança de viver. É assim que se torna possível, pouco a pouco, uma sociedade alternativa, na qual reinem a justiça, a liberdade e a partilha.

## Versões do livro
Como dito, o livro tem duas versões: Uma menor (com 167 versículos), usada nas bíblias hebraicas e outra, bem mais extensa (com 260 versículos), que era usada pelos judeus gregos (Septuaginta).

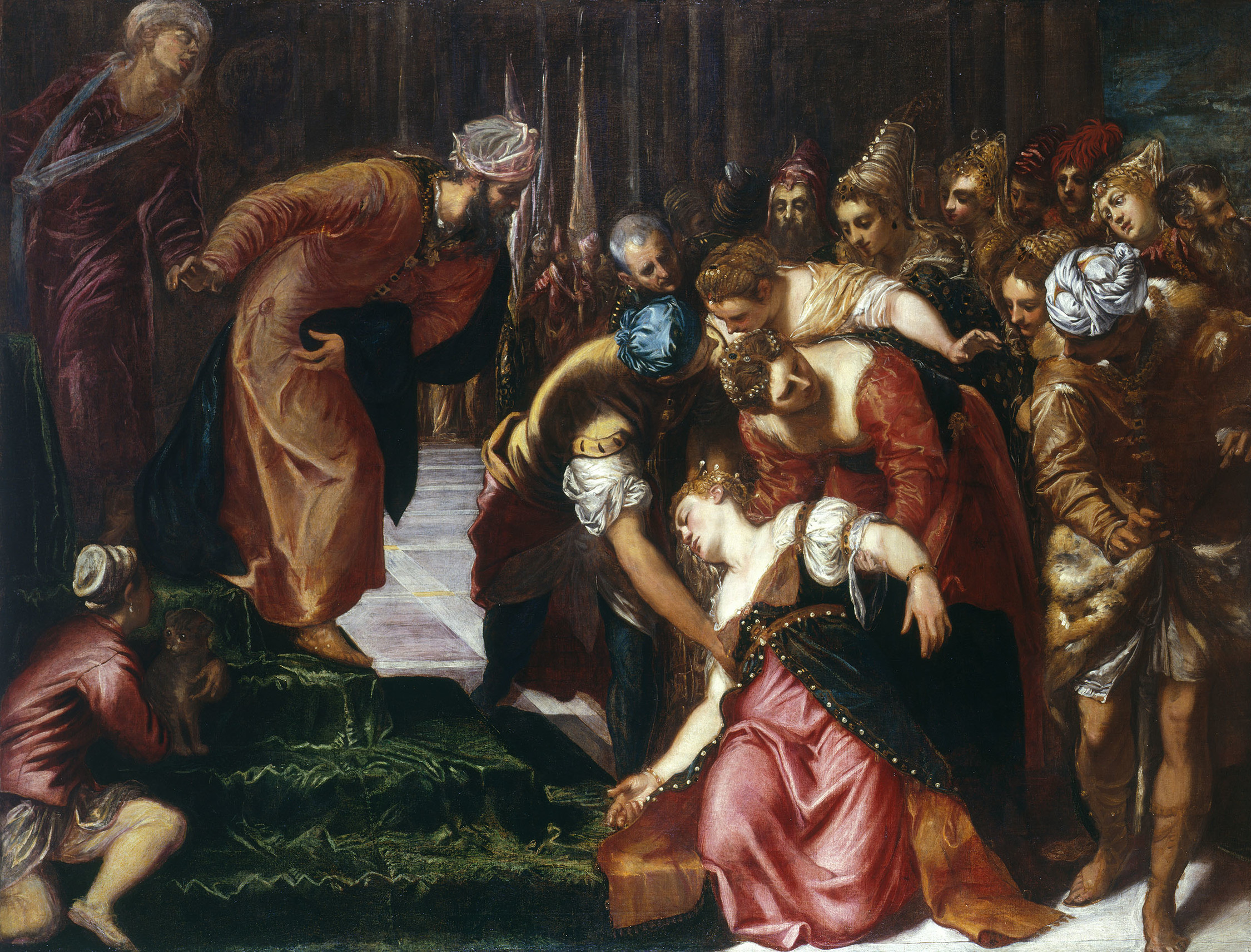
"Ester diante de Assuero".
1547. Por Tintoretto, parte da Royal Collection no Castelo de Windsor, no Reino Unido.

As adições em Ester buscam dar maior religiosidade ao escrito, que encontrava dificuldades de canonização, esta versão maior contém orações de Mordecai e Ester, além de um sonho de Mordecai, onde previa tudo o que iria acontecer, e mais os decretos lançados pelo rei Assuero (tanto o da morte dos judeus quanto o da morte dos que intentavam contra estes). Contém também os detalhes do encontro de Ester com Assuero, no capítulo 5 e um epílogo, relacionando o sonho de Mordecai a tudo o que tinha acontecido.
A versão menor é usada hoje em dia pelos judeus e protestantes. A versão maior é usada pelos católicos e ortodoxos.
Naquela época, Hamã, funcionário da corte, vira um homem de confiança de Assuero. Entretanto, ao recusar-se a prestar-lhe as honras que o rei havia decretado que lhe pertenciam, Mordecai ganha o ódio de Hamã que, daí em diante, decide destruir Mordecai e todo o seu povo. É neste contexto que Hamã consulta o Pur para decidir qual seria a melhor data para o extermínio dos judeus. Logo depois, Hamã vai até a presença do rei para convencê-lo do massacre, usando o falso argumento de que os judeus eram um grande povo que não respeitava os decretos do rei. O rei, então, é enganado, e lança o decreto (cujo texto só é encontrado na versão grega) para o extermínio dos judeus, que cairia no dia 13 de Adar, o duodécimo e último mês do calendário hebraico. É a partir daqui que se cria uma grande tensão.
Ester e Mordecai então começam a ficar desesperados, e fazem duas belíssimas orações a Deus, implorando pela vida do povo santo exilado (estas orações só se encontram na versão grega). Então, a rainha Ester, atendendo ao pedido de Mordecai, inicia a sua intervenção junto do rei onde pede pela sua vida e pela do seu povo, denunciando Hamã como o terrível inimigo. Num ato de desespero e durante a breve ausência de Assuero que se retirara por instantes, Hamã pede perdão a Ester e cai sobre ela no divã onde se esta se encontrava. Assuero, que entra nesse momento, imaginando que se tratava de uma tentativa de assédio, manda enforcar Hamã na forca que este preparara para Mordecai.
Um dado importante: as leis decretadas e seladas com o selo do rei não podiam ser revogadas. Por isso, Assuero dá a Mordecai e Ester liberdade para decretarem e selarem com o seu selo e em seu nome, uma lei que se possa opôr à primeira. Assim, é editada uma lei que indicava que todos os judeus do império deviam-se juntar no dia 13 de Adar (o mesmo dia em que estava decretado o extermínio dos judeus), e assim matar todos os que intentassem contra as suas vidas e as suas posses. A pedido de Ester, foi concedido mais um dia para que os judeus perseguissem e matassem os seus inimigos. Assim, nos dias 13 e 14 do mês de Adar, foram mortos, só em Susã, 800 homens e enforcados os dez filhos de Hamã. Nas províncias restantes, o número de mortos chegou aos 75.000. No dia seguinte, este acontecimento foi celebrado com banquetes.

## Polêmica sobre canonicidade do livro
A inclusão de Ester no Cânon bíblico é polêmica, dividindo muitos teólogos, tanto cristãos como judeus, devido a estar ausente de algumas das mais antigas listas dos livros canônicos, por nunca ser mencionado nos livros do Novo Testamento, por não possuir referências claras a Deus e a práticas religiosas, pelo seu excessivo nacionalismo judaico e espírito de vingança.
Nem Esdras, nem Neemias nem o Sirácida mencionam esta história, em Qumran (Manuscritos do Mar Morto) não foram encontrados fragmentos deste livro, enquanto que foram encontrados manuscritos de todos os demais livros da Septuaginta, inclusive de todos os deuterocanônicos.
A favor de sua canonicidade, verifica-se que II Macabeus 15:36 se refere ao Dia de Mordecai e existem os argumentos de que Ester dá testemunho da invisível Providência em favor do Seu povo, assim como da situação particular vivida no contexto do livro (os judeus encontravam-se sob uma ameaça de extermínio e, de acordo com o relato, muitos inimigos estavam preparados para os matar e saquear).
Uma versão mais extensa deste livro foi descoberta e adotada pelos judeus gregos, que a incluíram em sua Septuaginta. Passagens como uma profecia de Mordecai e orações, tanto de Mordecai como de Ester pelo livramento do povo amenizaram a polêmica em cima do livro. Esta versão também é usada atualmente na Igreja Católica. Entretanto, com a Reforma Protestante, as denominações cristãs que surgiram dessa divisão escolheram a versão primitiva para integrar as suas Bíblias.